# Gustavo Vázquez Montes
Gustavo Alberto Vázquez Montes (Colima, Colima; 16 de agosto de 1962 - Tzitzio, Michoacán; 24 de febrero de 2005). Fue un político mexicano, miembro del Partido Revolucionario Institucional que se desempeñó como Gobernador de Colima, iniciando a gobernar el Estado en el año 2004 después de unas reñidas elecciones extraordinarias debido a la anulación de la elección ordinaria por la sala Regional Electoral del Tribunal Electoral del Poder Judicial de la Federación quien concluyó que la campaña política de su candidatura había sido apoyada por el entonces Gobernador del Estado, Fernando Moreno Peña.

## Carrera profesional y política
Gustavo Vázquez  fue profesor egresado de la Normal de Maestros. Se desempeñó como  Docente de Educación Primaria y Bachillerato.  Fue funcionario de H. Ayuntamiento de Tecomán en varias administraciones, regidor,  líder municipal del Partido Revolucionario Institucional, presidente de la Red Mexicana de Municipios por la Salud, Diputado local en la LI Legislatura del Congreso del Estado de Colima, posteriormente,  Presidente Municipal de Tecomán, Colima. Fungió nuevamente como  diputado en la LIII Legislatura del Congreso del Estado de Colima, y Además, fue Secretario general y presidente del Comité Directivo Estatal del PRI. 
Ocupó la Presidencia del Congreso del Estado en cuatro ocasiones,  ocupó las  Comisiones de Salud y Educación en  el mismo; fue miembro distinguido  de la Conferencia Permanente de Legisladores Locales Priistas y miembro distinguido del Consejo Político Nacional del PRI.
Gustavo Vázquez Montes fue elegido para el período constitucional 2003 - 2009, cuyas elecciones ordinarias fueron anuladas por el Tribunal Electoral del Poder Judicial de la Federación al señalar la intervención ilegal en las mismas del entonces gobernador Fernando Moreno Peña. 
Gustavo Vázquez Montes fue postulado nuevamente candidato del PRI a la gubernatura en las nuevas elecciones extraordinarias que fue necesario convocar.
Vázquez Montes volvió a ganarlas. Sin embargo, al fallecer en un accidente aéreo, tuvieron que convocarse por terceras elecciones que fueron ganadas por Jesús Silverio Cavazos Ceballos en alianza con el PVEM y PT.

## Gobernador
Triunfó en el proceso electoral celebrado el 6 de julio de 2003, obteniendo la mayoría de los votos emitidos, frente a su contrincante, el candidato del PAN.
Sin embargo, las elecciones ordinarias fueron anuladas por el Tribunal Electoral del Poder Judicial de la Federación al señalar la intervención ilegal en las mismas del entonces gobernador Fernando Moreno Peña. 
Gustavo Vázquez Montes fue postulado nuevamente candidato del PRI a la gubernatura en las elecciones extraordinarias que fue necesario convocar. Vázquez Montes volvió a ganarlas, obteniendo nuevamente  la mayoría de los votos emitidos.
Gustavo Vázquez Montes asumió la gubernatura el 1 de enero de 2004, para concluir el período que finalizaría el 31 de octubre de 2009.

## Muerte
Gustavo Alberto Vázquez Montes fallece el 24 de febrero de 2005 tras desplomarse el avión Westwind 1124 propiedad del gobierno del estado en que viajaba de regreso a la ciudad de Colima después de acudir a una reunión de trabajo. Con él perecieron además varios colaboradores de su Gabinete de Gobierno como Roberto Preciado Cuevas, secretario de turismo; Guillermo Miguel Díaz Zamorano, director de promoción turística, y Luis Ramón Barreda Cedillo, secretario de finanzas, además del empresario Alejandro Dávila y los pilotos de la aeronave en que viajaban, Germán Ascencio Fauvet y Mario Torres González.
Tras la muerte del Gobernador, la legislatura del estado de Colima nombró como gobernador interino a Arnoldo Ochoa González, que lanzó la convocatoria para la realización de otras elecciones extraordinarias en las que se elegiría al Gobernador que llevara las riendas de la administración del estado hasta el año 2009.
Durante la realización de las contiendas fueron protagonistas el entonces alcalde del municipio de Colima Leoncio Morán Sánchez por parte del PAN y Silverio Cavazos por parte del PRI. Este último resultaría electo para completar el periodo 2003-2009.